# Nikołaj Stogow
Nikołaj Nikołajewicz Stogow, ros. Николай Николаевич Стогов (ur. 10 września 1873, zm. 7 grudnia 1959 w Paryżu) – rosyjski wojskowy (generał porucznik), emigracyjny działacz kombatancki, publicysta.

## Życiorys
Ukończył nikołajewski korpus kadetów, w 1893 konstantynowską szkołę kawaleryjską. Służył w lejbgwardii Pułku Wołyńskiego. W 1900 ukończył Nikołajewską Akademię Sztabu Generalnego, po czym był starszym adiutantem w sztabie 17 Dywizji Piechoty. Od 1901 r. pełnił funkcję oberoficera do specjalnych poruczeń w sztabie VI Korpusu Armijnego. W latach 1904–1909 był starszym adiutantem w sztabie Warszawskiego Okręgu Wojskowego. W 1908 r. awansował na pułkownika. W 1909 r. stanął na czele jednego z oddziałów głównego zarządu generał-kwatermistrza Sztabu Generalnego. Następnie został szefem sztabu 1 Finlandzkiej Brygady Strzeleckiej. 
Brał udział w I wojnie światowej. Od września 1914 r. dowodził 3 Finlandzkim Pułkiem Strzeleckim. Od kwietnia 1915 r. w stopniu generała majora pełnił funkcję generał-kwatermistrza 8 Armii. W październiku 1916 r. został szefem sztabu 8 Armii. W kwietniu 1917 r. objął dowództwo XVI Korpusu Armijnego. Od września tego roku był szefem sztabu Frontu Południowo-Zachodniego. 
W styczniu 1918 r. przybył do Moskwy. W kwietniu tego roku został zmobilizowany do Armii Czerwonej. W maju otrzymał funkcję dowódcy Wszechrosyjskiego Sztabu Głównego. Jednocześnie działał w antybolszewickim Centrum Narodowym jako dowódca organizacji wojskowej, której zadaniem było sformowanie Armii Ochotniczej rejonu moskiewskiego. W związku z aresztowaniami konspiratorów moskiewskiego oddziału Centrum Narodowego przedostał się na południe Rosji w listopadzie tego roku, gdzie wstąpił do wojsk Białych gen. Antona Denikina. Według części źródeł w kwietniu 1919 r. został aresztowany przez CzeKa, ale w grudniu tego roku zdołał zbiec do Polski, skąd na pocz. 1920 r. przybył na południe Rosji. Od stycznia tego roku pełnił funkcję szefa sztabu Armii Kubańskiej. W maju w stopniu generała porucznika został komendantem Sewastopola. Jednocześnie dowodził wojskami Białych na tyłach. 
W listopadzie wraz z pozostałymi wojskowymi został ewakuowany z Krymu do Gallipoli. Na emigracji zamieszkał w Królestwie SHS. Żył w Zemunie. W 1924 r. przeniósł się do Francji. Pracował w fabryce w Paryżu. W 1928 r. stanął na czele kancelarii wojskowej Rosyjskiego Związku Ogólnowojskowego (ROWS). W 1934 r. powołał Stowarzyszenie Oficerów Sztabu Generalnego. W II połowie lat 30. zainicjował ponadto działalność Stowarzyszenia Oficerów lejbgwardii Pułku Wołyńskiego. Po zakończeniu II wojny światowej przewodniczył Związkowi Rosyjskich Korpusów Kadetów i Związkowi Kawalerów Gieorgijewskich. Pisał liczne artykuły do pisma „Czasowoj” i innych.